# 何谦 (1967年)
何谦（1967年—），汉族，四川巴中人，中华人民共和国政治人物、第十二届全国人民代表大会重庆地区代表。
毕业于德国马尔堡大学市场营销与商业企业管理专业。加入中国共产党。2013年，担任全国人大代表。